# UnrealEd
UnrealEd (Unreal Editor) is een leveleditor voor het maken van levels (bij first person shooters doorgaans maps genoemd) voor computerspellen die gebruikmaken van de Unreal Engine, een game engine ontwikkeld door Epic Games. Deze leveleditor wordt vaak meegeleverd (zonder extra kosten) bij de spellen zodat er na het uitbrengen van het spel levels gemaakt kunnen worden. Dit verlengt de levensduur van het spel en het geeft aanstaande level designers de mogelijkheid om ervaring op te doen met dit programma.

## Overzicht
De interface van UnrealEd bestaat uit vier viewports waarmee men het level kan bekijken vanaf boven, vanaf de voorkant, de zijkant en in 3D. Zowel naast als boven de viewports zitten allerlei knoppen: de bovenste rij bevat allerlei opties (zoals openen/opslaan, browsers om zaken als textures te selecteren en het level herbouwen) en de linkerrij bevat opties om het level te bewerken (zoals het creëren van het level met Constructive Solid Geometry).
De interface is aanpasbaar zodat men opties kan toevoegen die gebruikt kunnen worden bij het ontwikkelen van een level. Daarnaast kan men met de ingebouwde scripttaal UnrealScript nieuwe objecten in het spel toevoegen of bestaande objecten aanpassen.

### Kismet
Kismet is een onderdeel van UnrealEd waarmee op een visuele manier scripts in UnrealScript kunnen worden geschreven. Met Kismet kan een diagram worden gemaakt dat op een stroomdiagram lijkt: de gebeurtenissen en toestanden worden weergegeven en hoe deze met elkaar verband houden of in elkaar kunnen overgaan.
Op deze manier kan een level designer zonder de hulp van een programmeur scripts schrijven voor de gebeurtenissen in de spelwereld. Het idee hierachter is dat dit de productiviteit van de level designer verhoogt aangezien deze nu zelf de gameplay van een level kan ontwikkelen, testen en aanpassen indien nodig. Voorheen maakte de level designer het level en hij/zij moest vervolgens wachten tot een programmeur de gebeurtenissen (zoals de animaties en kunstmatige intelligentie) had toegevoegd. Als er iets aangepast moest worden dan moest het level terug naar de level designer en later weer naar de programmeur om de scripts aan te passen.

## Geschiedenis
De voortdurende ontwikkeling van de Unreal Engine heeft ervoor gezorgd dat er ook verscheidene versies van UnrealEd uitgebracht zijn. De eerste versie van UnrealEd werd bij het spel Unreal meegeleverd. Deze versie, 1.0, bevatte redelijk veel bugs (fouten) en crashte regelmatig, met name bij het herbouwen van het level. In deze versie waren de meeste opties om het level te bewerken in de linkerkolom verwerkt naast de vier viewports.
Unreal Tournament werd met UnrealEd 1.0 geleverd; met behulp van een patch werd UnrealEd bijgewerkt naar versie 2.0. In deze versie werden nieuwe opties om het level te bewerken toegevoegd en ook zaken als een zoekfunctie en een editor om 2D vormen te creëren. Het uiterlijk van het programma werd ook veranderd van allerlei gekleurde knoppen naar een kleurenschema met groentinten. De stabiliteit van het programma werd ook verbeterd: crashes waren een stuk minder frequent in vergelijking met UnrealEd 1.0.
De volgende versie van UnrealEd, versie 3.0, werd bij Unreal Tournament 2003 en Unreal Tournament 2004 meegeleverd. De stabiliteit werd opnieuw verbeterd en deze versie ziet er vrijwel hetzelfde uit als UnrealEd 2.0 met hetzelfde groene kleurenschema. Daarnaast werd een static mesh browser (ook bekend als 'hardware brushes' tijdens de ontwikkeling) toegevoegd waarmee static meshes in een level geplaatst kunnen worden. De verscheidene browsers in de editor waarmee men zaken als actors, textures en geluiden kan selecteren werden gecombineerd in één venster met behulp van tabbladen. Dit is de huidige versie van UnrealEd.
Elke versie van UnrealEd is achterwaarts compatibel met zaken die in eerdere versies gemaakt zijn.